# Heteroturris sola
Heteroturris sola é uma espécie de gastrópode do gênero Heteroturris, pertencente a família Borsoniidae.